# Yasuf
Yasuf (àrab: ياسوف, Yāsūf) és una vila palestina de la governació de Salfit, a Cisjordània, 7 kilòmetres al nord-est de Salfit, 37 kilòmetres al sud-oest de Nablus i adjacent a l'assentament israelià de Kfar Tapuach. Segons l'Oficina Central Palestina d'Estadístiques tenia 1.621 habitants el 2007. El 87% de la població viu de l'agricultura, mentre que la resta treballa al sector públic.

## Arqueologia
Al Nord-est i Sud-oest de la vila hi ha un cementiri gran amb tombes excavades a la roca, algunes amb arcosolis. També s'hi ha trobat ceràmica de l'edat de ferro (s. VIII-VII aC), hel·lenístico-romana, croada-aiúbida, mameluc i otomana. Hi ha restes de terrissa romana d'Orient.

## Història
En el moment de la dominació romana a Palestina (63 aC-330) la vila era coneguda com a Yaashuv, esmentada als Samaria Ostraca, i era un dels tres mercats més importants de fruites, grans i llegums al nord de les Muntanyes de Judea, al sud de Samaria i a la regió de Lod.
Durant les Croades Diyà-ad-Din (1173–1245) va escriure que hi havia una mesquita rural a Yasuf, indicant que aleshores hi havia una població musulmana significativa a la vila, mentre que Yaqut registrà que Yasuf era una «vila de Nabulus a la priovíncia Filastin. És coneguda per la seva abundància de magraners.»
La vila es mencionada pel nom antic al samarità Llibre de Josuè, i a la Crònica samaritana'', on apareix com a Jusepheh.

### Època otomana
La ciutat va ser incorporada a l'Imperi Otomà en 1517 amb tots Palestina, i en 1596 va aparèixer als registres fiscals com a part de la nàhiya de Jabal Qubal, al liwà de Nablus. Tenia una població de 41 llars i 8 solters, totes musulmanes. Els vilatans pagaven impostos sobre el blat, l'ordi, cultius d'estiu, oliveres, cabres i ruscs.
L'explorador francès Victor Guérin va recórrer la vila en 1870, i va trobar que tenia 350 habitants. La vila semblava antiga l'antiga amb maçoneria antiga reutilitzada en cases i parets. La vila tenia un excel·lent subministrament d'aigua recollida en una piscina a prop del que havia estat una fornícula bellament tallada amb un motiu de petxina. Aquesta piscina d'aigua proporcionada pels jardins d'oliveres i magraners. En 1882 el Survey of Western Palestine del Fons per a l'Exploració de Palestina descrivia Yasuf com «una vila antiga,» situada en una vall travessada per una via romana. Dins de la vila hi ha «una bona font ... i olives. Un bell jardí de magraners al nord de la font. L'aigua surt d'una esquerda en un penya-segat, a prop d'un antic pou amb graons. Hi ha un lloc sagrat amb un roure gran (Sindian), i una capella en ruïnes, al sud-oest del llogaret, prop d' 'Ain er Raja. Hi ha pedres elaborades a moltes cases, i restes de recintes ben construïdes, ara en ruïnes. A qualsevol lloc es poden trobar moltes tombes ben tallades en roca.»
També hi ha a la vila "tombes tallades en roca amb kokim [...]". Un canal subterrani comunica amb la font que conté peixos petits i també hi ha un pilar. A l'oest de la vila sota un arbre hi ha les ruïnes d'un maqam del xeic Abu Hasan entre les restes d'altres recinte de pedra seca. Al nord del maqam hi ha una tomba tallada a la roca, "amb tres loculi sota arcosolis." També hi ha tombes al nord-est i al sud-oest amb portes d'arcs ben tallats. A la vall del nord-oest hi ha una volta moderna amb un mihrab.

### Època del Mandat Britànic
En el cens de Palestina de 1922 organitzat per les autoritats del Mandat Britànic de Palestina tenia 172 musulmans, que augmentaren a 257 en el cens de 1931 tots musulmans, en un total de 61 llars.
En 1945 la població era de 360 musulmans, en una àrea total de 6.068 dúnams, segons un cens oficial de terra i població. D'aquests, 928 eren per plantacions i terra de rec, 1,991 per a cereals, mentre que 35 dúnams eren sòl edificat.

### Després de 1948
Després de la de la Guerra araboisraeliana de 1948, i després dels acords d'Armistici de 1949, Yasuf va restar en mans de Jordània. Després de la Guerra dels Sis Dies el 1967, ha estat sota ocupació israeliana.
L'11 de desembre de 2009 la mesquita de Yasuf's Al-Kabir fou profanada i cremada. La policia israeliana sospita que l'acció podria haver estat duta a terme per colons israelians. Es van cremar catifes d'oració i llibres sagrats, i els atacants van deixar-hi pintades on es deia "Us cremarem a tots" i "Preparats per pagar el preu." Uns mesos abans uns colons radicals declararen que els Palestins de Cisjordània havien de pagar un "preu" cada vegada que les forces israelianes desmantellessin les estructures d'un assentament il·legal israelià. Després de l'incident, les forces israelianes van disparar contra 100 residents palestins de la vila que protestaven per l'atac.
En gener de 2010 el colon rabí extremista Yitzhak Shapira fou arrestat per la policia israeliana per la seva implicació en la crema de la mesquita. Va negar qualsevol implicació i més tard fou alliberat per falta de proves.
L'abril de 2010 els colons van pintar amb esprai les parets de la vila amb la frase "Gràcies a deu per no fer-me gentil".

## Atacs de colons israelians
El 6 d'octubre de 2014 colons israelians de l'assentament de Taffouh destrossaren unes 100 oliveres a Yasuf i 20 altres a Burin, va dir Ghassan Daghlas, encarregat del seguiment de les activitats dels colons il·legals a l'àrea.